# Saint-Vincent-de-Cosse
Saint-Vincent-de-Cosse – miejscowość i gmina we Francji, w regionie Nowa Akwitania, w departamencie Dordogne.
Według danych na rok 1990 gminę zamieszkiwały 302 osoby, a gęstość zaludnienia wynosiła 42 osób/km² (wśród 2290 gmin Akwitanii Saint-Vincent-de-Cosse plasuje się na 878. miejscu pod względem liczby ludności, natomiast pod względem powierzchni na miejscu 1268.).